# Rosyjska Północ

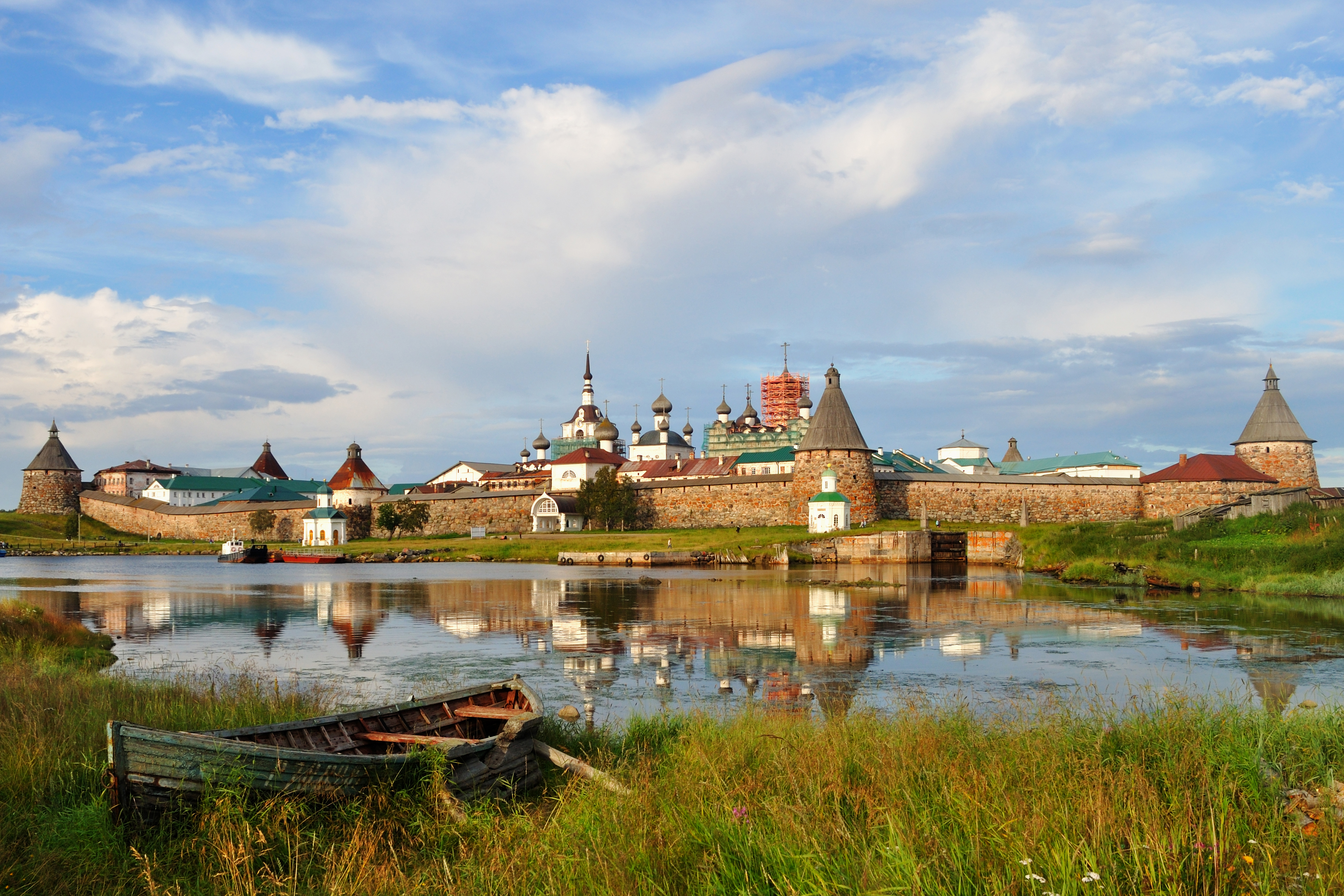
Monastyr Sołowiecki na Wyspie Sołowieckiej

Rosyjska Północ (ros. Русский Север) – obszar kulturowy obejmujący cztery regiony Federacji Rosyjskiej: Republikę Karelii, obwód archangielski, obwód wołogodzki i obwód murmański.
Termin Rosyjska Północ pojawił się na przełomie XIX i XX wieku, gdy rosyjscy uczeni odkryli, że miejscowa ludność przekazywała sobie z pokolenia na pokolenie w formie ustnej staroruskie podania, legendy, byliny i pieśni. Zauważono też, że w architekturze północnej przetrwało do naszych czasów wiele staroruskich technik budowlanych, które popadły w zapomnienie w innych regionach Rosji. Tradycje ugrofińskie, staroruskie i monastyczne rozwijały się w izolacji w warunkach surowego klimatu, tworząc odrębną kulturę Rosyjskiej Północy.

## Historia
Pierwsi mieszkańcy tych terenów pozostawili po sobie neolityczne petroglify (rysunki naskalne) oraz kamienne labirynty. W XII-XIII wieku zaczęła napływać z południa, a zwłaszcza z Nowogrodu Wielkiego, ludność słowiańska i mieszać się z obecnymi tam plemionami ugrofińskimi. Ich potomkowie to Pomorcy, którzy zamieszkują głównie wybrzeża Morza Białego. Do dziś na północy mieszkają także ugrofińskie mniejszości narodowe Karelów, Wepsów i Lapończyków. Rosyjska Północ ze względu na surowy klimat i dużą liczbę bezludnych wysp posiadała warunki sprzyjające rozwojowi wymagającego odosobnienia życia klasztornego. W XV w. mnisi zakładają Monastyr Sołowiecki na Wyspach Sołowieckich na Morzu Białym oraz Monastyr na wyspie Valamo (Walaam) na jeziorze Ładoga. Klasztory były nie tylko ośrodkami religijnymi, ale także dużymi centrami gospodarczymi i kulturalnymi wywierającymi silny wpływ na okoliczną społeczność.
Najazd Mongołów na Ruś w XIII w. nie sięgnął terenów Rosyjskiej Północy. Aż do zbudowania linii kolejowej w XX w. region ten był z powodu bagien i surowego klimatu dość odizolowany, więc w mniejszym stopniu przyswajał nowe tendencje kulturowe i techniczne. Dlatego wiele staroruskich obyczajów, pieśni i podań przetrwało w praktycznie niezmienionym stanie. Miejscowa ludność nie porzuciła także tradycyjnych rzemiosł i zachowała wiedzę o tajnikach wznoszenia skomplikowanych drewnianych budynków bez użycia gwoździ.
W XIX w. ma miejsce pierwsza fala zainteresowania kulturą Rosyjskiej Północy. Uczeni odkrywają, iż miejscowy folklor to skarbiec kultury staroruskiej. Kilkaset bylin, przez kilka wieków przekazywanych ustnie z pokolenia na pokolenie, zostaje spisanych i opublikowanych w formie zbiorów.
W XX w. kultura tego regionu została w dużej mierze zniszczona przez komunistyczną walkę z religią (burzenie zabytkowych cerkwi) oraz kolektywizację, która destrukcyjnie wpłynęła na tradycyjne życie na wsi i przyczyniła się do zaniku obyczajów. W 1920 r. Monastyr Sołowiecki został zamieniony na obóz pracy przymusowej opisany później przez rosyjskiego noblistę Aleksandra Sołżenicyna w książce pt. „Archipelag GUŁag”. Zginęło tam kilkanaście tysięcy ludzi. W latach 30. przy budowie Kanału Białomorsko-Bałtyckiego życie straciło wielu więźniów. Na uroczysku Sandarmoch w Karelii znajdują się masowe groby ofiar represji z lat 30. w tym wielu Polaków.
W drugiej połowie XX w. wystąpiła druga fala zainteresowania kulturą Rosyjskiej Północy. Został założony skansen na wyspie Kiży na jeziorze Onega. Do skansenu od 1951 r. przywożono zabytki północnej architektury drewnianej, które w 1990 r. wpisano na listę światowego dziedzictwa UNESCO.

## Geografia
Powierzchnię tego obszaru na północy ogranicza Morze Barentsa i Karskie, na zachodzie granica państwowa z Finlandią oraz jezioro Ładoga, na południu rzeka Swir, następnie gęste niegdyś lasy i bagna, zaś na wschodzie granica nie jest jednoznaczna, ale na pewno nie leży dalej niż góry Ural, gdyż tam zaczyna się kolejny obszar geograficzno-kulturowy – Syberia.
Przeważająca część Rosyjskiej Północy to wyżyna pokryta lasami oraz dużą liczbą polodowcowych jezior, bagien i rzek. W Karelii znajduje się jezioro Onega – drugie co do wielkości (po jez. Ładoga) słodkowodne jezioro Europy. Góry Chibiny i Łowozierskie Tundry znajdują się na Półwyspie Kolskim w obwodzie murmańskim. Oprócz Morza Barentsa i Karskiego znajduje się tu też Morze Białe, jedyne w Rosji morze wewnętrzne.
W obwodzie archangielskim znajduje się przylądek Fligely na Wyspie Rudolfa w archipelagu Ziemia Franciszka Józefa na Morzu Barentsa. Jest to najbardziej na północ wysunięty skrawek lądu na wschodniej półkuli.